# Tanacetum joharchii
Tanacetum joharchii — вид рослин з родини айстрових (Asteraceae), поширений на північному сході Ірану.

## Середовище проживання
Вид описано та проілюстровано з провінції Хорасан на північному сході Ірану. Мешкає у скелястих вапнякових горах на висотах 1900–2500 м.